# Cobanus guianensis
Cobanus guianensis là một loài nhện trong họ Salticidae.
Loài này thuộc chi Cobanus. Cobanus guianensis được Lodovico di Caporiacco miêu tả năm 1947.